# Melitaea bellonides
Melitaea bellonides är en fjärilsart som beskrevs av Belter 1942. Melitaea bellonides ingår i släktet Melitaea och familjen praktfjärilar. Inga underarter finns listade i Catalogue of Life.